# Machinarium
Machinarium — відеогра-квест, розроблена студією Amanita Design. Випущена 16 жовтня 2009 для Microsoft Windows, Mac OS X і Linux. 8 вересня 2011 року гра вийшла на iPad 2 в App Store, 21 листопада 2011 для BlackBerry PlayBook та 10 травня 2012 року для Android. Також була випущена на PlayStation Vita в різних регіонах впродовж 2012-2013 років і Windows Phone 22 березня 2014.
Гра показує пригоди робота в місті машин Машинаріумі. Коли через напад бандитів він опиняється на звалищі, робот повинен, вирішуючи головоломки, повернутися до міста, завадити планам лиходіїв і звільнити свою подругу.

## Ігровий процес

Один з рівнів Machinarium: робот (сірий чоловічок зліва) повинен знайти спосіб прогнати сторожа в будці справа

Мета Machinarium — розв'язати серію головоломок і логічних загадок, керуючи роботом. Головоломки пов'язані одна з одною у всій грі системою традиційної пригодницької історії «point and click». Тобто, гравець вказує на предмети й залежно від контексту персонаж підбирає їх, поєднує з іншими, переміщується, починає розмову і т.д. Головною особливістю є те, що взаємодіяти можна тільки з тими об'єктами, що знаходяться поблизу ігрового персонажа. Деякі речі робот може носити з собою, складаючи їх до інвентарю. При цьому існують предмети, які поєднуються одні з одними, утворюючи нові. Сам він здатний розтягуватися, подібно до телескопічної труби, та стискатися. Але в такому разі робот рухається повільніше, ніж у звичайному стані. 
Вся гра поділена на екрани, на кожному з яких є якісь предмети чи персонажі, з якими можна взаємодіяти. Вирішення головоломок у більшості зводиться до відшукування потрібних предметів та правильного порядку їхнього застосування. Іноді робот повинен повертатися на інші екрани, оскільки вони змінюються залежно від дій гравця на інших. Зустрічаються і мініігри, такі як пошук послідовності елементів чи хрестики-нулики. Гравець може отримати детальні підказки, вигравши їх у мінігрі. 
Machinarium примітна також тим, що не містить діалогів, ні озвучених, ні написаних. Гра замість цього використовує систему анімованих хмарок-думок — гравець бачить у них думки персонажів. До прикладу, якщо гравець довго буде бездіяльним, його робот зобразить у хмарці підказку до вирішення головоломки. Інші персонажі гри можуть повідомляти свої прохання таким же способом. Місцями робот так само пригадує сцени зі свого життя в Машинаріумі.

## Сюжет

### Передісторія
Зі спогадів головного героя, робота Йозефа, можна довідатися, що він з подругою Бертою працював прибиральником. Місто Машинаріум тероризувала банда Чорних капелюхів, яка заразила правителя вірусами, через які в нього почалися головні болі. Правитель покликав охорону, але випадково прибулий робот-сміттяр забрав не бандитів, а Йозефа.

### Події гри
З міста Машинаріум в його околиці вилітає транспорт, що скидає брухт на звалище. Звідти ж випадає і робот Йозеф, розібраний на частини. Він збирається докупи завдяки власній кмітливості та місцевій робо-собаці. Робот знаходить спосіб обманути охоронця на вході до міста, але на мосту, прокладеному над ровом навколо Машинаріуму, послизається і падає. Йозеф опиняється біля заводу, куди проникає і бачить робота-бандита, який краде мінерали. Робот впізнає свого кривдника і слідує за ним, бачачи як той зі спільником майструє бомбу. Бандити помічають робота і кидають його до в'язниці, яку охороняє інший робот, що ображав головного героя, коли той був з подругою.
Йозеф добуває предмети для втечі, але не може оминути охоронця. Він організовує втечу ув'язнених із сусідньої камери й, поки охоронець відволікся, тікає сам. Робот бачить як бандити прилаштовують бомбу на головній вежі Машинаріуму. Після цього він проходить до жилих кварталів, де допомагає музикантам і роботу-інваліду. Зайшовши до бару, він бачить бандитів з банди Чорних капелюхів і заливає їх водою, тим самими знерухомлюючи. В пошуках олії для змащення інваліда він знаходить свою подругу Берту, котра допомагає завести ліфт і продовжити шлях. Але вона сама була викрадена бандитами та не може вийти.
Героєві вдається пробратися до оранжереї та виростити соняшник і добути олію. Але охоронець не пропускає далі, вимагаючи батареї для свого домашнього улюбленця. Після цього Йозеф отримує від інваліда в подяку пропуск до залу ігрових автоматів. Там він виграє монету і купує за неї батарею і проходить до головної вежі міста.
Робот вибирається на стіну вежі й опиняється біля бомби. Йому вдається зупинити таймер і повернутися всередину. Нагорі вежі сидить правитель Машинаріуму, якого він позбавляє головного болю, помандрувавши його розумом. Йозеф вимагає звільнити його подругу й отримує від вдячного правителя деталь для запуску ліфта до підніжжя вежі. Там робот зливає лиходіїв до каналізації та виходить з Бертою на верхівку вежі. Обоє сідають в гелікоптер і відлітають з міста. В титрах транспорт розбивається від зіткнення з летючим роботом, але інші роботи рятують пасажирів.

## Розробка
Machinarium розроблялася протягом трьох років сімома чеськими розробниками зі студії Amanita Design, що фінансували проєкт з власних заощаджень. Маркетинговий бюджет гри не перевищив $ 1000. Amanita Design була незалежною студією, заснованою у 2003 році, що доти розробляла флеш-ігри та вебсайти. Засновник студії, геймдизайнер і художник Якуб Дворскі, вже був відомий за роботою над грою Samorost, що була його дипломним проєктом.
Музику до Machinarium написав Томаш Дворжак, а візуальну складову створив художник Адольф Лакман. Анімацією займався аніматор і графік Вацлав Блін.
Якуб Дворскі, вигадуючи сетінг гри, також придумав історію появи роботів на планеті:
|                | Коли я розробляв світ Машинаріуму, я також створював його історію — для себе, щоб зрозуміти цей світ краще і мати можливість продумати його в деталях. У самій грі цієї історії немає, але я розповім вам — коротенько. Все сталося на одній далекій і забутій планеті, куди люди звикли відправляти сміття, яке вони виробляли — старі машини, механізми, комп'ютери та інше. З цього механічного брухту утворилися кілька простих роботів. За деякий час по тому вони побудували інших, більш вдосконалених роботів, а потім — поселення. Так і було створене місто Машинаріум. |
| — Якуб Дворскі | |

## Оцінки та відгуки
| Агрегатор    | Оцінка                                             |
| ------------ | -------------------------------------------------- |
| GameRankings | (PC) 84.3%                                         |
| Metacritic   | (iOS) 88/100 (PSV) 88/100 (PC) 85/100 (PS3) 78/100 |

| Видання                    | Оцінка                   |
| -------------------------- | ------------------------ |
| Edge                       | 8/10                     |
| Eurogamer                  | 8/10                     |
| GameSpot                   | 8.0/10                   |
| IGN                        | (PS3) 8.0/10 (PC) 8.1/10 |
| PC Gamer (Велика Британія) | 73 %                     |
| PC Gamer (США)             | 79 %                     |

Machinarium отримала високі оцінки, зібравши на агрегаторі Metacritic 85 балів зі 100 для ПК на основі 47-и рецензій критиків. Оцінки коливалися від найвищої у 100 балів до найнижчої у 70. Головними перевагами гри проти інших квестів називалися подібність до ранніх ігор жанру з непростими головоломками, і візуальний стиль. Порівняно з Samorost, відзначалося, що в Machinarium гравець виступає не глядачем, а активним учасником гри, хоча вирішення завдань не завжди очевидні.

### Нагороди
- IGF 2009: Досягнення у візуальних мистецтвах;
- Номінація на нагороду 13th Annual Interactive Achievement (DICE Awards);
- Gamasutra: Найкраща інді-гра 2009 року;
- VGChartz.com: Найкраща інді-гра 2009 року;
- PC Gamer: Найкращий саундтрек 2009 року[21].